# Гендрік Сомаеб
Гендрік Сомаеб (англ. Hendrik Somaeb; нар. 29 вересня 1992, Волфіш-Бей, ПАР) — намібійський футболіст, атакувальний півзахисник замбійського клубу «Лусака Дайнамос» та національної збірної Намібії.

## Клубна кар'єра
Народився 1992 року в намібійському прибрежному місті Волфіш-Бей (на той час — територія ПАР). Футбольну кар'єру розпочав у «Блу Вотерс», одному з двох клубів міста Волфіш-Бей, які виступали в Прем'єр-лізі Намібії. На той час скаути з Південної Африки моніторили намібійський ринок, тому логічним виглядав той факт, що вони помітили Гендріка, який на той час вже був гравцем національної збірної. Зрештою, Сомаеб відіграв два сезони у «Фрі Стейт Старз», який грав у Національній Соккер-лізі ПАР. Після цього захищав кольори іншого представника вищого дивізіону ПАР, «Джомо Космос», проте не зміг закріпитися в команді й повернувся до Намібії, де в 2017 році підсилив сою колишню команду, «Блу Вотерс».
В останній день літнього трансферного вікна 2018 року підписав контракт з представником вищого дивізіону чемпіонату Сербії, ФК «Земун». Дебютував у новій команді 1 вересня 2018 року в переможному (1:0) домашньому поєдинку 7-о туру Суперліги проти «Рада».
19 лютого 2019 року уклав договір з грандом замбійського футболу, ФК «Лусака Дайнамос».

## Кар'єра в збірній
У складі національної збірної Намібії виступав з 2010 року.

### Голи за збірну
Рахунок та результати збірної Намібії в таблиці подано на першому місці.
| №  | Дата              | Місце                                    | Суперник          | Рахунок | Результат      | Змагання          |
| -- | ----------------- | ---------------------------------------- | ----------------- | ------- | -------------- | ----------------- |
| 1. | 13 жовтня 2015    | Сем Нуджома, Віндгук, Намібія            | Гамбія            | 2–1     | 2–1            | кв. ЧС 2018       |
| 2. | 26 березня 2016   | Принц Луї Рвагасоре, Бужумбура, Бурунді  | Бурунді           | 3–1     | 3–1            | кв. КАН 2017      |
| 3. | 16 червня 2016    | Сем Нуджома, Віндгук, Намібія            | Ботсвана          | 1–0     | 1–1 (пен: 4–5) | Кубок КОСАФА 2016 |
| 4. | 21 червня 2016    | Сем Нуджома, Віндгук, Намібія            | Мозамбік          | 3–0     | 3–0            | Кубок КОСАФА 2016 |
| 5. | 16 липня 2017     | Сем Нуджома, Віндгук, Намібія            | Зімбабве          | 1–0     | 1–0            | кв. ЧАН 2018      |
| 6. | 13 серпня 2017    | Стд де Боумер, Мороні, Коморські Острови | Коморські Острови | 1–2     | 1–2            | кв. ЧАН 2018      |
| 7. | 11 листопада 2017 | Сем Нуджома, Віндгук, Намібія            | Зімбабве          | 1–0     | 3–1            | Товариський матч  |
| 8. | 11 листопада 2017 | Сем Нуджома, Віндгук, Намібія            | Зімбабве          | 3–1     | 3–1            | Товариський матч  |